# Conservatoire Giuseppe-Verdi (Turin)
Pour l’article homonyme, voir Conservatoire Giuseppe-Verdi (Milan).
Le Conservatoire Giuseppe Verdi de Turin (en italien, Conservatorio Giuseppe Verdi) est un établissement d'enseignement supérieur, de spécialisation et de recherche dans le domaine artistique et musical et mène des activités de production connexes.

## Historique

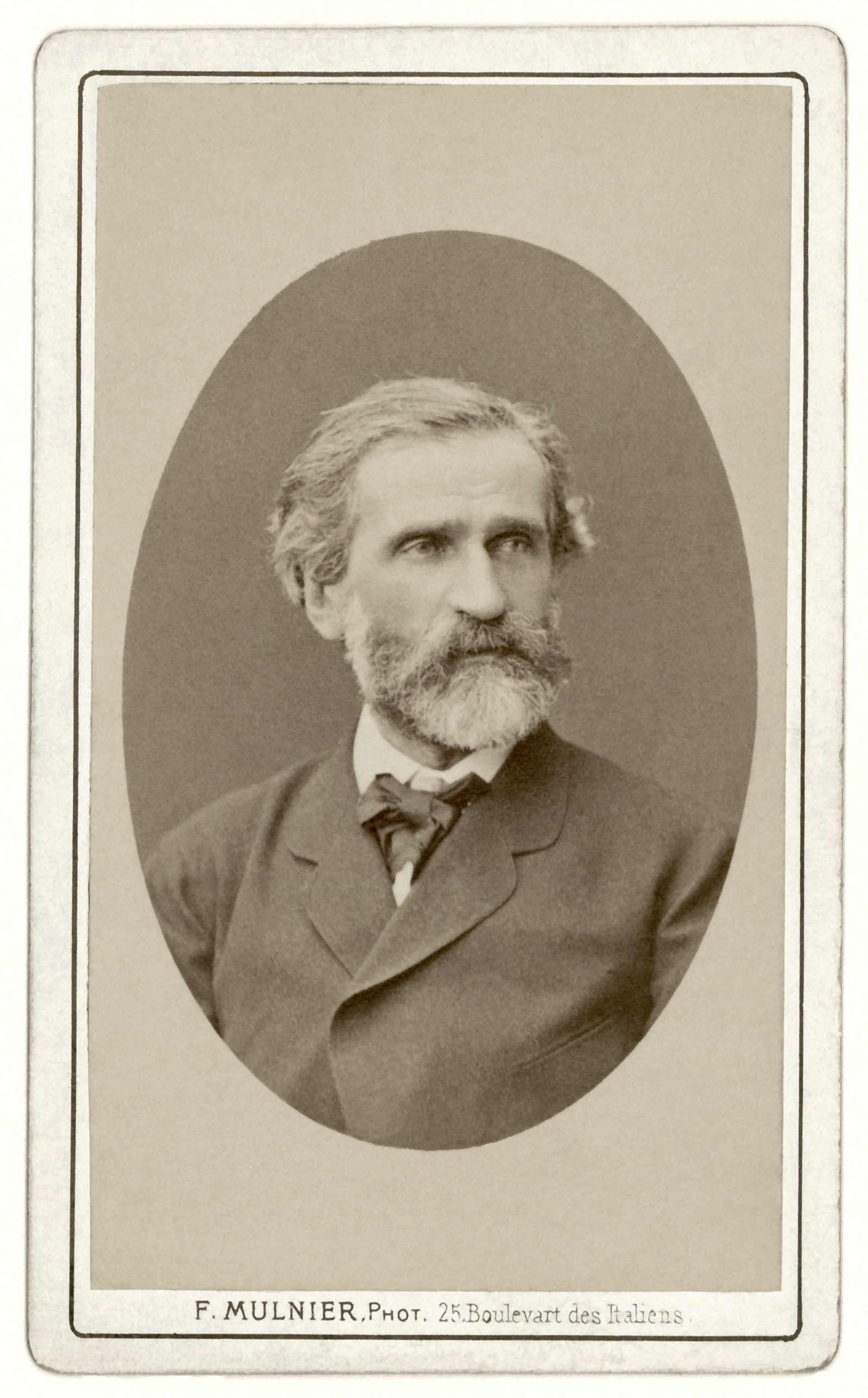
Giuseppe Verdi, ca.1870

Le bâtiment de style néo-baroque qui abrite le conservatoire a été construit en 1928 comme lycée musical sur un projet du bureau technique municipal de l'architecte Giovanni Battista Ricci.
Le Regio conservatoire de musique Giuseppe Verdi de Turin a été fondé le 13 février 1936 lorsque l'Institut Musical Giuseppe Verdi préexistant, fondé en 1866 en tant qu'Institut Musical de la Ville de Turin, a été élevé au rang d'école habilitée à délivrer des diplômes officiels dans la profession musicale. En contraste avec le style classique de la façade, l'intérieur du bâtiment est caractérisé par des décorations Art nouveau. La salle de concert est équipée d'un orgue de concert qui a été inauguré le 10 mai 1933. Après un incendie en 1984, la salle a été fermée pendant de nombreuses années, la dernière restauration datant de 2006.

### Directeurs
- Carlo Pedrotti en 1868.
- Carlo Fassò en 1882.
- Giovanni Bolzoni en 1889.
- Federico Collino en 1918.
- Franco Alfano en 1923.
- Lodovico Rocca en 1940.
- Sandro Fuga en 1966.
- Felice Quaranta en 1977.
- Giorgio Ferrari en 1978.
- Luciano Fornero en 1994.
- Maria Luisa Pacciani en 2006.
- Vito Maggiolino[1] en 2012.
- Marco Zuccarini en 2015.